# Matar a la bestia
Matar a la bestia és una pel·lícula documental argentina, barreja de faula rural i llegenda urbana, del 2021 dirigida per Agustina San Martín.
Va sere nominada a la millor opera prima en la 71a edició dels Premis Cóndor de Plata.

## Argument
Emilia, de 17 anys, arriba a un alberg propietat de la seva tia Inés a la frontera entre l'Argentina i el Brasil, buscant al seu germà desaparegut fa temps. En aquesta frondosa selva, on abunden els mites i llegendes locals, sembla rondar una perillosa bèstia que es creï és l'esperit d'un home malvat que adopta la forma de diferents animals. En un viatge cap al despertar sexual, Emilia haurà d'enfrontar-se al seu passat per a matar a la bèstia.

## Elenc
- Ana Brun com a tia Inés
- Sabrina Grinschpun com Helena
- Julieth Micolta com Julieth
- João Miguel com Lautaro
- Tamara Rocca com Emilia

## Premis i nominacions
| Premi                  | Data               | Categoria            | Nominat             | Resultat | Ref.  |
| ---------------------- | ------------------ | -------------------- | ------------------- | -------- | ----- |
| Premis Cóndor de Plata | 22 de maig de 2023 | Millor opera prima   | Matar a la bestia   | Nominat  | [ 2 ] |
| Premis Cóndor de Plata | 22 de maig de 2023 | Millor guió original | Agustina San Martín | Nominat  | [ 2 ] |